# 索拉日堡
索拉日堡（法語：La Bastide-Solages，法語發音：[la bastid sɔlaʒ]）是法国阿韦龙省的一个市镇，属于米约区。

## 地理
索拉日堡（43°56'41"N, 2°31'27"E）面积7.1 平方千米，位于法国奧克西塔尼大區阿韦龙省，该省份为法国南部内陆省份，位于法國中央高原南部，北起顺时针与康塔爾省、洛泽尔省、加尔省、埃罗省、塔恩省、塔恩-加龙省和洛特省接壤。
与索拉日堡接壤的市镇（或旧市镇、城区）包括：布拉斯克、库皮亚克、普莱桑斯、屈尔瓦勒、弗赖西讷、特雷巴。

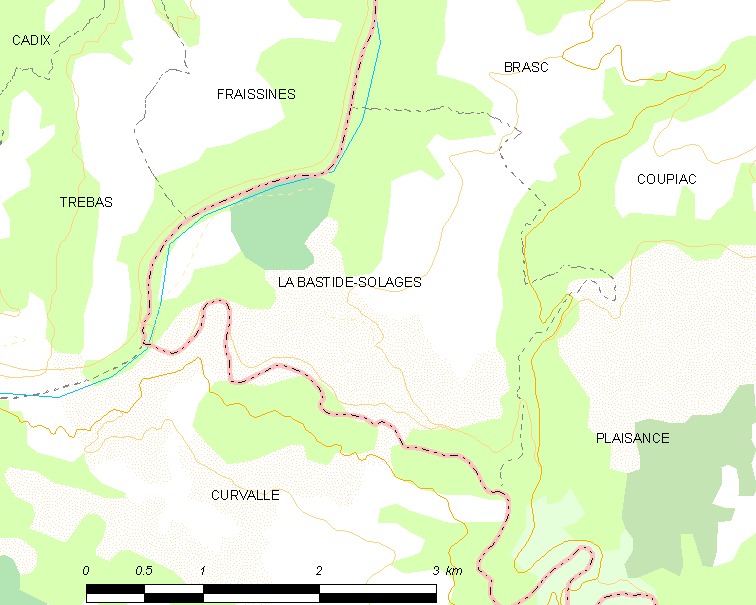
索拉日堡的OSM定位图

索拉日堡的时区为UTC+01:00、UTC+02:00（夏令时）。

## 行政
索拉日堡的邮政编码为12550，INSEE市镇编码为12023。

## 政治
索拉日堡所属的省级选区为科斯-鲁日耶县。

## 人口

1962-2008年间索拉日堡人口变化图示

索拉日堡于2022年1月1日时的人口数量为110人。